# 奧列克桑德羅皮利 (錫涅利尼科沃區)
48°8′48″N 35°18′14″E / 48.14667°N 35.30389°E
奧列克桑德羅皮利（烏克蘭語：Олександропіль），是烏克蘭的村落，位於該國中部第聶伯羅彼得羅夫斯克州，由錫涅利尼科沃區負責管轄，處於普洛斯卡奧索科里夫卡河右岸，距離安德里伊夫卡0.5公里，海拔高度61米，2001年人口56。